# Костусёв, Григорий Андреевич
Григо́рий Андре́евич Костусёв (бел. Рыго́р Андрэ́евіч Кастусёў; родился 17 апреля 1957 в Техтине, Могилёвская область) — белорусский политический деятель, глава Могилёвской областной Коалиции демократических сил. Глава Партии БНФ в 2017—2022 годах.

## Биография
Окончив Техтинскую среднюю школу, в 1974 году стал членом совхоза «Друть». После военной службы (1975—1977) и обучения в Белорусской сельскохозяйственной академии (1977—1982) вернулся в свой совхоз в качестве заведующего мастерской, а с 1983 стал главным инженером. В 1988 году был избран на должность директора совхоза «Искра». В 1991 перешёл на работу в Шклов сначала в качестве главного механика МПМК-283, а с 1995 по 2001 занимал должность директора Шкловского районного производственного объединения ЖКХ. Пост покинул под давлением власти, которая обвиняла его в поддержке оппозиции в ходе выборов Президента 2001 года. С 2002 по 2004 был директором совместного белорусско-украинского предприятия «Гидросила — Белая Русь». Затем предприятие было закрыто. В 2005 году стал коммерческим директором частного предприятия в Могилёве. Как частный предприниматель был зарегистрирован в 2004, в 2008 прекратил предпринимательскую деятельность. С того же года является сотрудником ООО «СтройАрком» (Санкт-Петербург).

## Гражданская деятельность
С 1989 года активно участвует в общественной и политической жизни Беларуси. Вступил в партию «Белорусский народный фронт», в 1993 году был избран главой Шкловской районной организации БНФ, с 1996 года стал членом Совета БНФ. С 2002 по 2003 годы был председателем Могилевской областной организации БНФ, а с 2009 является заместителем главы БНФ и ОО «Возрождение». В 2008 году он был избран председателем Могилевской областной коалиции демократических сил.
Во время президентских выборов 2006 года был доверенным лицом единого кандидата в президенты от Объединенных демократических сил, с 2008 года возглавлял Могилевскую областную коалицию ОДС.
Трижды (в 1987, 1991 и 1995) Костусёва избирали депутатом местных советов[уточнить]. В 2004 и 2008 годах на выборах в парламент Беларуси был кандидатом в депутаты от Шкловского избирательного округа. Во время президентской кампании 2006 года был доверенным лицом Александра Милинкевича. На президентских выборах 2010 года собрал 109 тысяч подписей и стал одним из кандидатов. В ночь с 19 на 20 декабря он и несколько других кандидатов (Николай Статкевич и Андрей Санников) были задержаны за организацию и участие в акциях протеста против фальсификации результатов выборов. Костусёв стал единственным кандидатом, кто успел оспорить результаты выборов в ЦИК, поскольку жалобу кандидат должен был подавать лично, чего другие кандидаты сделать не могли, находясь в СИЗО. На съезде Партии БНФ 3 октября 2017 года избран главой партии.
30 сентября 2017 года на съезде Партии БНФ избран председателем партии.
12 апреля 2021 года был задержан КГБ Белоруссии у себя дома в городе Шклове, Могилёвская область и помещён в следственный изолятор в городе Минске. Костусёв, Александр Федута и Юрий Зенкович обвиняются в попытке военного переворота. 5 сентября 2022 года суд Минского района приговорил Рыгора Костусева к 10 годам лишения свободы.
3 июля 2024 года Костусёв вышел на свободу.